# Olive Jean Dunn
Pour les articles homonymes, voir Dunn.
Olive Jean Dunn (née le 1er septembre 1915 – morte le 12 janvier 2008,) est une mathématicienne et statisticienne américaine. Elle a été professeure de biostatistique à l'université de Californie à Los Angeles (UCLA). Elle a notamment travaillé sur la notion d'intervalle de confiance en biostatistique et développé une solution au problème de comparaisons multiples (en), connue aujourd'hui sous le nom de correction de Bonferroni,,,.
Elle a notamment publié l'ouvrage scolaire Basic Statistics: A Primer for the Biomedical Sciences en 1977.

## Biographie
Dunn étudie les mathématiques à UCLA, où elle obtient un baccalauréat universitaire en 1936 et une maîtrise en 1951. En 1956, elle obtient un PhD en mathématiques dans la même institution sous la direction de Paul G. Hoel,. Sa thèse s'intitule Estimation problems for dependent regression.
En 1956, elle est nommée assistante professeure à l'université d'État de l'Iowa. En 1959, Dunn retourne à UCLA comme assistante professeure. Elle y deviendra par la suite professeur,. Dunn fait partie du comité de lecture de plusieurs revues.